# 松戸市立小金中学校
松戸市立小金中学校（まつどしりつ こがねちゅうがっこう、英: Matsudo municipal - Kogane Junior High School）は、千葉県松戸市新松戸北二丁目にある市立中学校。千葉県立小金高等学校の隣に位置する。

## 概要
松戸市の新松戸、横須賀地区を学区の中心とした中学校であり、全校生徒は709名（2014年現在）。校舎が2009年に新築されており、旧新松戸北中学校（しんまつどきたちゅうがっこう）との統合により、新たな一歩を踏み出した。校内にはIT設備などが整っており、非常に好環境である。2014年度からは言語活用科を実施している。現在では16の部活動が活動しており、度々大会などで好成績を収めている。特に、科学部は2012年より二年連続でロボカップ世界大会に出場し、その後世界大会に出場するなど、その活躍は目覚ましい。また吹奏楽部も4年連続で全国大会に出場している。
毎年、秋芽祭（しゅうがさい - 当校の文化祭）や、体育祭、3年生を送る会、生徒総会など多彩な行事を開催。主に生徒会総務会役員によって運営されている。JRC活動にも学校全体で積極的に取り組んでいる。

## 特徴
小金中学校は、近隣小中学校と比べて特記すべき事柄がある。ここでは、特に珍しいと思われる事を示す。
- アップルタイム - 毎朝8時20分〜30分の10分間、「アップルタイム」という英語学習プリント（裏表印刷1枚）が行われる。基本的な構成としては、表は単語練習、短文の穴埋め（もしくは単語の並べ替えによる英作文）、裏は表で書いた単語の確認、短文練習、場合によっては、英検過去問から抜粋した簡単な問題が出題される。最後の英検過去問問題を除き、全ての問題は表裏で答え合わせが出来るようになっているが、採点及び評価（A°,A,B,C）は教師が行う。なお、全てのアップルタイムをA評価以上を取ると、学期末に表彰状が渡される。ちなみに、アップルタイムのプリントの配布及び回収は学習委員の仕事である。
- ハッピーテスト - 1ヶ月に一度、アップルタイムで学習した単語や文法の確認として、「ハッピーテスト」というテストが行われる。実施時間はアップルタイムと同じで、25点満点で、1問につき1点である。また、合格点に届かなかった場合、答案が返却された日の週の金曜日、もしくは翌週の金曜日に再テストが行われる。逆に、満点者は表によって各学級に発表される。
- 選択式給食 - 給食は、Aメニュー、弁当の選択式になっている（後述）。

## 沿革
- 1947年 - 5月10日 千葉県東葛飾郡小金中学校として開校
- 1948年 - 6月29日 小金町下り松に移転
- 1950年 - 6月10日 校旗・校歌制定
- 1952年 - 3月15日 小金444番地に校舎完成移転
  - 9月1日 町村合併により東葛市（現・柏市）に合併。東葛市立小金中学校と改称
  - 10月15日 旧小金町が東葛市より分離。松戸市に合併。松戸市立小金中学校に改称
- 1967年 - 1月13日 松戸市横須賀187番地へ学校移転
  - 4月1日 特殊学級教室（通称・8組教室）開設
- 1972年 - 4月5日 小金南中学校開設に伴い、学区の一部が分離
- 1979年 - 3月30日 第二校舎（普通教室8、特別教室2）完成
  - 4月5日 学区変更に伴い、2年生53名が移籍
- 1982年 - 3月25日 第三校舎（普通教室6、特別教室3）完成
- 1986年 - 3月13日 第三校舎増築（普通教室3、特別教室3）
  - 5月10日 格技場完成
- 1990年 - 4月5日 小金北中学校の開設に伴い、2年生253名が移籍
- 1994年 - 4月20日 中学校学校給食開始
- 2005年 - 4月1日 新松戸北中学校と統合学区になる。2年生と特別学級生が新松戸北中へ移籍
- 2006年 - 4月1日 松戸市立新松戸北中学校との統合及び校舎リニューアル建設により休校
- 2009年 - 4月1日 新校舎完成。新松戸北中学校から2、3年生432名が移籍
- 2012年 - 男子バスケットボール部新設
- 2014年 - 秋芽祭（しゅうがさい - 当校の文化祭）の方式変更

## 校歌
「松戸市立小金中学校 校歌」
- 作詞:廣田 萬蔵
- 作曲:鈴木 竹松

## 最寄駅
- 小金城趾駅
- 幸谷駅
- 新松戸駅
- 南流山駅

## 給食
学期始めや学期末を除き、ほぼ毎日給食がある。給食は全国的にも珍しい、Aメニュー、Bメニュー、弁当の選択式で、Aメニューは主に主食がパンや麺類、Bメニューは主に主食が米類となっている。また、配膳の際には生徒一人ずつに「食券」が渡され、それをランチルーム入口にて回収する。食券を紛失した場合は、再発行券に学年、組、氏名、担任のサインの記入が必要である。2023年現在はAメニュー、弁当のみ

## 校内放送
小金中学校では、朝の登校完了時間帯、清掃時、下校時間帯、完全下校時間帯に校内放送が行われる。基本的には、クラシック（または吹奏楽）の演奏によるBGMに合わせて当直の放送委員がアナウンスをする。
アナウンスされる文章は基本変わらないが、学期末は一部文章が追加される（後述）。
現在はクラシックは流されず、清掃時の音楽以外は全て化物語のBGMで構成されている。

### 朝の登校完了時間帯
午前7時50分頃〜午前8時10分まで、クラシック音楽に合わせて幾つかアナウンスを交えて放送される。

### 清掃時
その日の日課によって時間が異なるが、清掃開始のチャイム（ウェーストミスターチャイム）の後にBGMが始まり、続いて「掃除の時間になりました。隅々まで、きれいにしましょう。」とアナウンスする。BGMは全5曲あるが現在は時間の都合上、1曲目だけしか流さない。大掃除の時のみ5曲流れる。BGMの曲は以下の通りである。
- ブルータンゴ
- エルチョクロ
- リ・ピカデリー
- ジェラシー
- ヴィオレッタに捧げし歌

また、一定時間毎にアナウンスがあり、
- 「掃除の時間になりました。隅々まで、きれいにしましょう。」（開始直後）
- 「環境委員会からのお願いです。箒と塵取りの担当者は、廊下や階段の埃も、きちんと見逃さないで掃いて下さい。」（開始約3分後）
- 「掃除終了、3分前です。もう一度、隅々まで点検して、後始末をしっかりしましょう。」（終了3分前）
- 「もうすぐ、掃除終了です。後片付をして、学活の準備をしましょう。」（終了1分前）

という文に統一され、開始直後、開始10分後、終了5分前の3回に分けて放送される。

### 下校時間帯
季節によって下校時間及び完全下校時間は異なるが、主に下校時間が近づくと、チャイコフスキーの「弦楽四重奏曲 第1番 ニ長調 Op.11 第2楽章」に合わせて「これから、下校の放送を始めます。学校内にいる用事の無い生徒は、早く帰る準備をしましょう。」とアナウンスする。下校時間が5分前を過ぎると「まもなく、下校の時間になります。学校内にいる用事の無い生徒は、早く帰りましょう。今日の担当は○○（ここでその日の放送担当者の名前が読まれる）でした。明日（金曜日の場合は来週）もまた、元気に登校しましょう。さようなら」で締められた。

### 完全下校時間
部活動が終了し、生徒全員が完全に下校する時間（=完全下校時間）の15分前から、校内にて蛍の光をアレンジした「別れのワルツ」がループし、完全下校時間まで放送される。この時は放送委員によるアナウンスは行われない。完全下校時間が過ぎるとループも止まり、その日の放送の全てが終了する。

## 出身小学校の割合
小金中学校は、旧新松戸北中学校の学区も合併したため、多数の小学校から進学してくる。多くの生徒は、横須賀小学校から進学する。横須賀小学校は、小金中学校から最も近い場所に立地し、この地区の小学校の中でも歴史が長い。また、馬橋北小学校、新松戸西小学校、新松戸南小学校から進学する生徒も多い。少数派ではあるものの、小金北小学校、殿平賀小学校、小金小学校からの生徒もいる。

## 年間行事

### 1学期
- 4月-入学式、新入生歓迎会
- 5月-KOGANE祭
- 6月-生徒総会、部活動壮行会、修学旅行(3年)

### 2学期
- 9月-生徒会役員選挙、林間学園(2年)
- 10月-秋芽祭-クラス毎の合唱コンクールを中心に、美術部や英語部の文化部発表、吹奏楽部によるミニ演奏会も行われる。

### 3学期
- 2月-3年生を送る会
- 3月-卒業式、吹奏楽部定期演奏会

## 委員会
小金中学校にある委員会は次の通りである。
- 環境委員会
- 学習委員会
- 給食委員会
- 歌声委員会
- 図書委員会
- 交流委員会
- 放送委員会
- 保健委員会
- 体育委員会
- 選挙管理委員会[注 2]

## 部活
小金中学校で行われている部活は次の通りである。
運動系
- 野球部
- サッカー部
- 男子ソフトテニス部
- 女子ソフトテニス部
- 男子バドミントン部
- 女子バドミントン部
- 卓球部
- 陸上競技部
- 男子バスケットボール部
- 女子バスケットボール部
- ソフトボール部
- バレーボール部

文化系
- 美術部
- 家庭科部
- 吹奏楽部
- 英語部
- 科学部

生徒会組織外の活動
- 特設駅伝部
- 特設水泳部

## 制服
- 男子　
  - 冬服は標準的な学生服上下である。
  - 夏服はカッターシャツ、スラックスである。
- 女子　
  - 冬服はセーラー服上下である。
  - 夏服は、ブラウス、吊りスカートである。

## 著名な卒業生
- 松本和那（実業家、政治家、マツモトキヨシ会長）小金中学校卒業
- 松本南海雄（実業家、マツモトキヨシ会長）小金中学校卒業
- 松本鉄男（実業家、マツモトキヨシ相談役）小金中学校卒業
- 松山俊行 (フジテレビジョン報道局解説委員)
- 櫛田良豊（大勝院 (松戸市)住職）小金中学校卒業
- 土屋和久（実業家）小金中学校卒業
- 遠藤雅大（元サッカー選手、現解説者）新松戸北中学校卒業
- 杉山由祥（政治家、松戸市議会議員）新松戸北中学校卒業
- 山中啓之（政治家、松戸市議会議員）小金中学校卒業
- 栗沢僚一（元サッカー選手。現柏レイソルコーチ）新松戸北中学校卒業
- 後藤田健介（陸上選手）新松戸北中学校卒業
- 高橋成美（フィギュアスケート選手、日本ペア初 世界選手権メダルリスト）新松戸北中学校卒業
- 大西沙織（声優）新松戸北中学校卒業
- 佐藤一世（陸上選手）小金中学校卒業